# 卡扎尔
卡扎尔（法語：Cazals）是法国南部-比利牛斯大区塔恩-加龙省的一个市镇，属于蒙托邦区圣昂托南诺布勒瓦县。该市镇2009年时的人口 为225人。

## 人口
卡扎尔人口变化图示
| 数据来源：INSEE |